# Posljednji album
Posljednji album (u originalu: Poslednji album) sedmi je studijski album grupe S.A.R.S. objavljen 2016. godine za izdavačke kuće Dallas Records i Lampshade Media.
Najpopularnije pjesme s albuma su: "Pepeo", "Glupost" i "Istok Zapad". Od gostiju, na albumu se pojavljuju: hrvatski reper Kandžija te srpski izvođači Ničim izazvan, Biške i Kriki.
Glasine da grupa prestaje s radom nakon objavljivanja "Posljednjeg albuma" nisu bile točne. Naime, članovi grupe smatraju da su albumi zastarjeli format, pa će u budućnosti nastaviti izdavati samo singlove. Ovim albumom, grupa je proslavila 10. godina postojanja.
Album je objavljen kao besplatno izdanje, s internetskim poveznicama za preuzimanje dostupnim na službenoj internetskoj stranici grupe.